# 切廖穆什基 (哈卡斯共和国)
切廖穆什基（羅馬化：Cheryomushki）是俄罗斯哈卡斯共和国的市级镇，属共和国辖市萨彦诺戈尔斯克市管辖，地处哈卡斯共和国东部，位于叶尼塞河畔，在萨彦诺戈尔斯克及共和国首府阿巴坎南方，东与克拉斯诺亚尔斯克边疆区隔河相望。俄罗斯最大的水电站萨彦-舒申斯克水电站位于该镇西南不远处。
该地2021年人口有8,069人；2010年人口8,373；2002年人口9,067；1989年人口11,854。